# Poppon de Trèves
Poppon de Babenberg (né en 986; † 16 juin 1047 à Trèves) fut de 1016 à 1047 archevêque du diocèse de Trèves.

## Biographie
Poppon était fils du margrave Léopold Ier d’Autriche et de sa femme Richeza. Il grandit à Ratisbonne. En 1007, le roi Henri II désigna Poppon premier prévôt du tout nouveau diocèse de Bamberg.
À la mort de Mégingaud de Trèves (de) en 1015, l’empereur Henri II choisit Poppon comme nouvel archevêque de Trèves. L’archevêque Archambaud de Mayence se chargea d'introniser Poppon. L'année suivante, en 1016, le pape Benoît VIII consacra le nouveau prélat.
De 1028 à 1030, Poppon parcourut la Terre sainte en compagnie du moine Siméon. À leur retour, Poppon s'occupa de Siméon, qui s'était reclus dans la Porta Nigra. À la mort de Siméon, Poppon et Eberwin de Saint-Martin demandèrent au pape Benoît IX de le canoniser. Poppon fit édifier une chapelle contre la porte romaine et la dota richement.
Entre 1037 et 1047, Poppon fit agrandir la cathédrale de Trèves par l'ouest et y ajouta une crypte. C'est en visitant le chantier que Poppon mourut le 16 juin 1047. Il fut d'abord inhumé dans la chapelle Saint-Siméon qu'il avait fait ériger. Puis en 1803 ses restes furent translatés à Saint-Gervais. Son tombeau disparut dans les bombardements de la Deuxième guerre mondiale. Ses reliques sont conservées dans la collégiale Saint-Siméon de Trève-ouest.